# Tlacuilas y Retrateras
Tlacuilas y Retrateras fue uno de los primeros colectivos de arte feminista en México, fue fundado en mayo de 1983 por Ruth Albores, Consuelo Almeda, Karen Cordero, Ana Victoria Jiménez, Lorena Loaiza, Nicola Coleby, Marcela Ramírez, Isabel Restrepo, Patricia Torres y Elizabeth Valenzuela a partir de un taller sobre arte feminista que impartió Mónica Mayer en la Academia de San Carlos, Escuela Nacional de Artes Plásticas (UNAM).
El nombre del colectivo hace referencia a la tradición náhuatl de los denominados tlacuilos: hombres y mujeres que bajo la protección de la Diosa Xochiquetzal “se enfocaban en la expresión e interpretación del universo de creencias que los pueblos tenían sobre el tiempo, el espacio, su historia y los saberes, pintaban murales y elaboraban códices.
En 1984 Tlacuilas y Retrateras se desintegró poco tiempo después de presentar su polémica obra “La fiesta de XV años”.

## Contexto
Los movimientos sociales y las ideas revolucionarias que recorrían el mundo durante las décadas de los años sesenta y setenta impactaron también en las artes. De manera notable surgieron colectivos con una posición política crítica y activa frente a las problemáticas sociales que evidenciaban las posibilidades del arte para la transformación social.
Como parte de los movimientos que cobraron fuerza en esa época se encuentra la llamada segunda ola del movimiento feminista iniciada en Estados Unidos y Europa. Los cuestionamientos planteados por el feminismo se vislumbran también en los posicionamientos de varias artistas, quienes ejercen "…con mayor ímpetu su derecho a la autorrepresentación, a hablar de sí mismas, a socializar y denunciar las problemáticas a las que se enfrentaban como mujeres partiendo de la consigna lo personal es político. Así, llevaban a cabo una serie de prácticas que incluyen, por ejemplo, la reapropiación de su cuerpo y la reinterpretación positiva de éste, la impugnación de los estereotipos de género, el cuestionamiento de lo concebido como femenino y la participación activa en protestas utilizando elementos estéticos"
En México se organizaron grupos de mujeres feministas en la década de los setenta, y las ideas de liberación femenina que transitaban por el mundo se percibieron también en las prácticas artísticas, Mónica Mayer, Magali Lara, Lourdes Almeida, Yolanda Andrade, Carla Rippey, Rosalba Huerta, Lucila Santiago fueron algunas de las artistas que muestran en su trabajo una reflexión sobre el ser mujeres y su condición en la sociedad. Pero es hasta 1983 cuando se conformaron los primeros colectivos de arte con una posición política abiertamente feminista: Tlacuilas y Retrateras en mayo, Polvo de Gallina Negra en junio y Bio-Arte en el mes de noviembre Los tres colectivos pioneros colaboraron en algunas acciones de manera conjunta aunque cada uno con sus propias especificidades.
Tlacuilas y Retrateras tuvo su origen en el curso sobre arte feminista que impartió Mónica Mayer en la Academia de San Carlos en el periodo de 1983 a 1984. Es a partir del contexto social, las dinámicas grupales y las lecturas de textos escritos por  historiadoras, teóricas y críticas de arte como Linda Nochlin y Lucy R. Lippard, que este grupo de artistas visuales, fotógrafas, historiadoras y críticas de arte -alumnas de Mayer- decidieron conformarse como un grupo de arte feminista.

## Obra
1983 
- Investigación sobre la condición de las artistas visuales en México
- Participación en marchas feministas contra la violación y por la despenalización del aborto.

1984 
- Colaboración en la exposición del colectivo Polvo de Gallina Negra “Las mujeres artistas o se solicita esposa”
- La Fiesta de XV años

### Investigación
La primera acción que organizaron como colectivo fue realizar una investigación sobre la situación de las artistas visuales en México. Ésta abarcó aproximadamente 400 artistas visuales, realizaron una serie de entrevistas a mujeres artistas, docentes y estudiantes de escuelas de arte, críticos, funcionarios de instituciones culturales y propietarios de galerías comerciales. A partir de los resultados obtenidos elaboraron los siguientes ejes de acción:
1. Promover una reunión de mujeres artistas mexicanas para discutir su problemática.
2. Promover que las artistas tengan los mismos derechos básicos (guarderías infantiles, seguro social, etc.) que otros trabajadores.
3. Promover un estudio profundo sobre las artistas visuales mexicanas y rescatar la tradición de las mujeres en el arte mediante la promoción entre investigadores, centro de estudios estéticos, publicaciones y otros.
4. Promover la formación de talleres de arte feminista, de grupos deconcientización entre las artistas y en escuelas de arte.
5. Promover una mayor difusión de los alcances del arte como instrumento político de concientización.[8]

El 7 de octubre de 1983 participaron en la marcha convocada por las feministas de la Red Nacional de Mujeres en la cual realizaron mantas. Y en ese mismo año en una manifestación por la despenalización del aborto colaboraron en la creación de una “Corona Luctuosa” la cual contenía varios objetos y hierbas que las mujeres utilizan para provocarse un aborto de manera casera y clandestina comprometiendo muchas veces su vida.
En 1984 publican los resultados de su investigación sobre la problemática de las artistas visuales en la revista feminista Fem asimismo colaboran en la exposición “Las mujeres artistas o se solicita esposa” del también colectivo feminista Polvo de Gallina Negra realizada en la Biblioteca de México.

#### La Fiesta de XV Años
Su obra más conocida es “La Fiesta de XV años” la cual se llevó a cabo en agosto de 1984 en la Academia de San Carlos, con esta obra performática buscaban:
a) Iniciar una reflexión sobre temáticas tradicionalmente trivializadas, b) conceptuar desde un punto de vista feminista, la significación sociocultural de la fiesta de quince años, lograr una acción plástica global que involucrara la participación de artistas plásticas, intelectuales y a la comunidad en general, d) convocar a las artistas para que remitieran sus propuestas sobre la fiesta de quince años, e) difundir el evento en los principales medios de comunicación
Dichos objetivos fueron alcanzados: a “La fiesta de XV años” acudieron más de 2000 personas provenientes de la comunidad  artística y público en general.  Incluyó performances realizados por Polvo de Gallina Negra, Bio-Arte y Tlacuilas y Retrateras, la organización de una exhibición de obras de artistas en su mayoría mujeres, una mesa redonda con consejos para las quinceañeras, además invitaron como padrinos y madrinas a José Luis Cuevas y Raquel Tibol entre otras personalidades,  se leyó poesía de escritoras como Magali Tercero y Patricia Vega, la clausura estuvo a cargo del colectivo Polvo de Gallina Negra con un performance titulado Tres recetas.
En “La fiesta de XV años” utilizaron lenguajes derivados del arte conceptual, transgresores para la época sobre todo al abordar temas considerados irrelevantes: el ritual de la fiesta de XV años, la sexualidad, el cuestionamiento de lo concebido como femenino y los roles de género. Asimismo realizaron una desacralización del arte “culto”: la réplica de la Victoria de Samotracia que se encuentra en el patio central de  la Academia de San Carlos fue vestida de quinceañera y rodeada de hielo seco
La difusión y crítica en medios de comunicación fue amplia aunque totalmente adversa, lo cual constata que fue una intervención feminista transgresora del ámbito cultural-artístico mexicano.
Poco tiempo después de “La Fiesta de XV años” Tlacuilas y Retrateras concluyó su existencia. Los motivos de su disolución se atribuyen a diversas causas, entre ellas: la dificultad de asumirse como artistas feministas en un medio hostil, la crítica adversa hacia su trabajo y el término del taller impartido por Mónica Mayer.